# Pseudarista spiosalis
Pseudarista spiosalis là một loài bướm đêm trong họ Noctuidae.